# Ofakim
Ofakim (em hebraico: אופקים; lit. 'Horizonte') é uma cidade no Distrito Sul de Israel, 20 quilômetros (12,4 milhas) a oeste de Bersebá . Alcançou o status de município em 1955. Tem uma área de 10.000 dunams (~3,9 milhas quadradas; 10 km 2). Em 2022, tinha uma população de 35.506.

## Demografia
Segundo o DCE, em 2001 a composição étnica da cidade era de 99,7% Judaica e não Árabe, sem população Árabe significativa. 

Segundo o DCE, em 2001 havia 11.200 homens e 11.800 mulheres. A população da cidade estava dividida em 41,8% de 19 anos ou menos, 14,5% entre 20 e 29 anos, 18,5% entre 30 e 44 anos, 12,5% de 45 a 59 anos, 3,6% de 60 a 64 anos, e 9,1% de 65 anos ou mais. A taxa de crescimento em 2001 era de 0,6%.